# The Thin Dead Line
The Thin Dead Line conocido como Cerca de la Muerte en América Latina y en España como La delgada línea de la muerte. Es el décimo cuarto episodio de la segunda temporada de la serie de televisión estadounidense Ángel. Escrito por Shawn Ryan en conjunto con Jim Kouf y dirigido por Scott McGinnis. El episodio se estrenó originalmente el 13 de febrero del año 2001 por la WB Network. En este episodio Ángel trata de detener a unos policías zombificados. 

## Argumento
En las nuevas oficinas de Investigaciones Ángel, una amiga de Virginia trae a su hija para que el equipo consiga curarla de un extraño ojo que le ha crecido en la nuca. En el Hyperion Ángel no puede evitar sentirse culpable por sus acciones y comienza a sentirse muy solo.   
En el refugio de adolescentes, dos chicos le piden de favor a Anne de quedarse en el refugio, ya que según ellos fueron atacados por un policía, que ha estado atacando a más chicos en el barrio. Anne decide llamar a Gunn para que resuelva el caso del policía corrupto. Mientras tanto Ángel no tarda en enterarse de que su ex-colega está investigando el caso y se pone a rastrearlo. No obstante, en el progreso Ángel es atacado por el policía. Durante la batalla el policía demuestra tener enormes signos de resistencia sobrehumana y no es sino hasta que el vampiro decapita en defensa propia al policía en el que se deja en claro que el caso es paranormal. Ángel le advierte sobre esto a Kate, pero cuando la detective investiga al policía, esta se percata de que lleva muerto seis meses. El vampiro junto a la detective van al cementerio donde Ángel con su olfato descubre que alguien ha estado saqueando las tumbas de los policías. Al escucharlo, Kate corre a la tumba de su padre preguntándose si fue resucitado, pero Ángel lo niega.   
Gunn, con ayuda de unos miembros de su banda, trata de filmar en secreto a los policías del barrio y consiguen determinar que los mismos actúan de forma violenta sin razón alguna. Wesley ve todo desde distancia y trata de ayudar a Gunn, solo para recibir un disparo de parte del policía. George, uno de los amigos de Gunn, le dispara al policía, pero a los pocos segundos vuelve a levantarse. Ante esto todos los presentes se retiran con un herido Wesley hasta una ambulancia. Desafortunadamente en su camino al hospital, son interceptados por más policías zombis que matan al conductor, lo que fuerza a Gunn a conducir hasta el refugio de adolescentes y esconderse ahí de los policías zombis. Anne y los adolescentes ayudan a reforzar todas las entradas al refugio. Pero los policías consiguen entrar de todas formas hiriendo a varios adolescentes en el proceso.   
Ángel y Kate visitan el precinto donde los zombis policías son formados. El responsable es el capitán policía de la estación, quien ha estado utilizando medios sobrenaturales para traer a la vida a los buenos policías muertos en acción y prevenir que la violencia crezca en las calles. Ángel descubre que los zombis se mantienen por una estatua del dios de los zombis, el vampiro la destruye y todos los zombis caen de nuevo muertos al suelo.  
Kate y Angel discusten sobre las motivaciones del capitán policía y los eventos que él mismo quería evitar al traer a la tierra zombis. Kate le confiesa a Ángel que su trabajo la está enloqueciendo y Angel le dice que se identifica con ella. Mientras en el hospital donde se internó a Wesley, Ángel trata de visitarlo pero Cordelia se interpone, ella le comenta que el estado de Wesley ya no le concierne y que no puede volver a acercarse a ellos nunca más.

## Elenco
- David Boreanaz como Ángel.
- Charisma Carpenter como Cordelia Chase.
- Alexis Denisof como Wesley Wyndam Pryce.
- J. Agust Richards como Charles Gunn.

## Continuidad
- Se revela que Gunn y Anne se conocen desde antes de los eventos de este episodio. También Anne menciona que conoce a Ángel.
- Cordelia y Angel se ven por primera vez desde que el vampiro despidió a su equipo entero y ella le dice que no se acerque a ella o a los demás.
- Se ve la lápida de Trevor Lockley quien murió en el episodio El hijo Pródigo.
- La pandilla acepta resolver el caso de los Skillosh que les traerán severas consecuencias en episodios posteriores.